# Jan von Hein
Jan von Hein (* 30. August 1967 in Hamburg) ist ein deutscher Jurist und Hochschullehrer an der Albert-Ludwigs-Universität Freiburg.

## Leben
Von Hein studierte die Rechtswissenschaften an der Universität Hamburg, wo er 1994 das Erste Staatsexamen und 1997 das Zweite Staatsexamen ablegte. Zwischen Erstem und Zweitem Examen arbeitete er in Hamburg am Max-Planck-Institut für ausländisches und internationales Privatrecht als wissenschaftlicher Assistent. Nach einem einjährigen Forschungsaufenthalt als Research Fellow an der Harvard Law School promovierte er bei Jan Kropholler in Hamburg. Für diese Arbeit verlieh ihm die Max-Planck-Gesellschaft 1998 die Otto-Hahn-Medaille. In der Folge war von Hein bis zum Abschluss seiner Habilitation im Jahre 2007 am Max-Planck-Institut als wissenschaftlicher Referent tätig.
Unmittelbar nach seiner Habilitation vertrat von Hein im Sommersemester 2007 einen Lehrstuhl an der Universität Bonn. Ab Juli 2007 hatte er seine erste ordentliche Professur an der Universität Trier inne, wo er die Nachfolge von Bernd von Hoffmann antrat. Im Juli 2013 wechselte er an die Universität Freiburg an den Lehrstuhl für Bürgerliches Recht, IPR und Rechtsvergleichung, wo er in Nachfolge von Gerhard Hohloch Direktor des Instituts für ausländisches und internationales Privatrecht, Abteilung III wurde.
Seine Forschungsschwerpunkte liegen insbesondere im Internationalen Privatrecht, in der Rechtsvergleichung und dem internationalen und europäischen Zivilverfahrensrecht. Von Hein ist außerdem Mitglied zahlreicher Vereinigungen, wie beispielsweise der Zivilrechtslehrervereinigung, der Deutschen Vereinigung für Internationales Recht und der Deutsch-Amerikanischen Juristen-Vereinigung.

## Werke (Auswahl)
- Das Günstigkeitsprinzip im Internationalen Deliktsrecht, Studien zum ausländischen und internationalen Privatrecht. Mohr Siebeck, Tübingen 1999, ISBN 978-3-16-147119-3. (Dissertation)
- Die Rezeption US-amerikanischen Gesellschaftsrechts in Deutschland. Mohr Siebeck, Tübingen 2008, ISBN 978-3-16-149667-7. (Habilitation)
- Jan Kropholler & Jan von Hein: Europäisches Zivilprozessrecht - Kommentar zu EuGVO. Lugano-Übereinkommen, EuVTVO, EuMVVO und EuGFVO. 9. Auflage. Recht und Wirtschaft, Frankfurt am Main 2011, ISBN 978-3-8005-1508-0.